# 177065 Samuelnoah
177065 Samuelnoah este o planetă minoră (asteroid) din centura de asteroizi. A fost descoperită pe 30 martie 2003 la Table Mountain Observatory⁠(d) de James Whitney Young⁠(d). 
Obiectul prezintă o orbită caracterizată de o semiaxă mare de 3,0358231715104 UAi, o excentricitate de 0,035078683928386, o înclinație de 5,4863863838997 ° în raport cu ecliptica.